# گربه‌ماهی‌های سرزره
گربه‌ماهی‌های سرزره (نام علمی: Cranoglanis) نام یک سرده از راسته گربه‌ماهی‌سانان است.